# Distretto di Manya Krobo
Il distretto di Manya Krobo (ufficialmente Manya Krobo District, in inglese) era un distretto della Regione Orientale del Ghana.
Nel 2008 è stato soppresso, il territorio è stato suddiviso nei distretti di Manya Krobo Superiore (capoluogo: Odumase) e Manya Krobo Inferiore (capoluogo: Asesewa).